# Congolese Rally voor Democratie
De Congolese Rally voor Democratie, ook bekend als de Rally for Congolese Democracy, is een politieke partij die oorspronkelijk als rebellengroep actief was in de oostelijke regio van Congo-Kinshasa. Gedurende de Tweede Congolese Burgeroorlog (1998-2003) ontving de groep steun van de Rwandese regering en speelde ze een belangrijke rol als gewapende factie. In 2003 transformeerde de organisatie tot een politieke partij met sociaal-liberale overtuigingen.

## Ontwikkeling
In 1997 werd Laurent-Désiré Kabila tot president van Congo-Kinshasa benoemd na de overwinning van de Alliantie van Democratische Krachten voor de Bevrijding van Congo (ADFL) in de Eerste Congolese Burgeroorlog. Deze overwinning werd mogelijk gemaakt door aanzienlijke steun van de regeringen van Oeganda en Rwanda. Ondanks deze overwinning bleven etnische spanningen in het oosten van de DRC voortbestaan, en Kabila hield zijn ogen open voor de Rwandese invloed in zijn regering.
In de nasleep van de Rwandese genocide in 1994 waren duizenden Hutu-militanten naar de DRC gevlucht. Ze voerden daar een guerrillaoorlog tegen het binnenvallende Rwandese leger, evenals tegen de Banyamulenge-gemeenschappen die in de Congolese provincies Noord-Kivu en Zuid-Kivu woonden. In februari 1998 laaiden de etnische conflicten in de regio Kivu op. Banyamulenge ADFL-troepen, gestationeerd in Bukavu, kwamen in opstand vanwege toenemende spanningen. Deze rebellie verslechterde de relatie tussen Kabila en zijn Rwandese en Oegandese bondgenoten.
Begin augustus 1998 nam de pas opgerichte RCD (Rassemblement Congolais pour la Démocratie), onder leiding van president Ernest Wamba dia Wamba, de stad Goma in. Dit markeerde het begin van de Tweede Congolese Burgeroorlog. De RCD werd opgericht met aanzienlijke financiële, militaire en organisatorische steun van Oeganda en Rwanda, nadat ze ontevreden waren geworden over de regering van Kabila in de pas hernoemde Democratische Republiek Congo. De RCD bestond voornamelijk uit voormalige ADFL-leden, waaronder veel Banyamulenge die zich al met Rwanda hadden verbonden tegen anti-Tutsi-troepen in de regio.
Desalniettemin slaagde de regering van Kabila erin de opmars van de RCD te stoppen, met hulp van externe landen zoals Angola, Tsjaad en Zimbabwe. Dit markeerde het begin van een grootschalig regionaal conflict. Rwanda had vrijwel volledige controle over de RCD, die echter belastingen bleef verhogen zonder merkbare verbeteringen in infrastructuur of basisdiensten te bieden. De ongedisciplineerde troepen van de RCD en andere gewapende groepen waren ook verantwoordelijk voor wreedheden tegen de burgerbevolking. Kivutianen uitten kritiek op de overheersing van Banyamulenge binnen de RCD.

## Patstelling leidt tot breuken in de RCD
In 1999 bevonden de frontlinies zich in een impasse, en op dat moment onderging de RCD (Rassemblement Congolais pour la Démocratie) een verandering in haar samenstelling. Voormalige aanhangers van Mobutu Sese Seko en dissidenten van buiten Congo begonnen zich bij de RCD aan te sluiten. Naarmate het duidelijk werd dat Kabila niet omvergeworpen zou worden, ontstonden er scheuren binnen de organisatie. Dit leidde tot een machtsstrijd tussen Rwanda en Oeganda over wie controle zou hebben over de RCD en toegang tot natuurlijke hulpbronnen zoals diamanten en andere waardevolle mineralen.

### RCD-Kisangani
Deze spanningen werden zichtbaar in mei 1999 toen president Wamba dia Wamba, met de steun van Oeganda, de RCD-Kisangani (RCD-K) oprichtte, naar verluidt als gevolg van meningsverschillen met Lunda Bululu, een voormalige aanhanger van Mobutu. De oorspronkelijke RCD-factie onder leiding van Dr. Emile Ilunga werd vaak aangeduid als RCD-Goma om deze te onderscheiden van de groep onder leiding van Wamba. Rwanda werd de belangrijkste supporter van RCD-Goma, en dit bracht de spanning tussen Oeganda en Rwanda over naar hun proxy-rebellen.
De hoogspanningssituatie bereikte haar hoogtepunt toen de twee RCD-facties en hun beschermheren elkaar bevochten in Kisangani, de hoofdstad van de Evenaarsprovincie, waar het Oegandese leger werd verslagen. Tussen 1999 en 2000 vonden er veldslagen plaats in Kisangani, die bekend werden als de 'Zesdaagse Oorlog'. Wamba trok zich later terug naar Bunia, waar hij te maken kreeg met wijdverbreide ontevredenheid en opstand binnen zijn eigen organisatie, vooral toen het Ituri-conflict uitbrak.

### RCD-Mouvement de Libération
Mbusa Nyamwisi verwierp het leiderschap van Wamba en kreeg controle over Noord-Kivu en Ituri, met steun van enkele Oegandese generaals. Hij hernoemde de RCD-K tot RCD-Mouvement de Libération (RCD-Movement for Liberation, RCD-ML). De door Rwandezen gesteunde RCD behield de controle over het zuiden van Noord-Kivu, Zuid-Kivu, Maniema, het noorden van Katanga, het oosten van Kasai en Kisangani.
In 2000 werd Adolphe Onusumba benoemd als het nieuwe hoofd van de RCD in Goma. De nieuwe RCD-leiding toonde haar gezag toen ze het offensief van Kinshasa in november 2000 bij Pweto wist af te weren, wat aantoonde dat Kinshasa weinig kans had om Oost-Congo militair te heroveren. Ondanks pogingen om de steun van de Kivutianen te winnen, werden deze inspanningen bemoeilijkt door voortdurende schendingen van de mensenrechten en bureaucratische inefficiëntie.
De door Rwanda gesteunde RCD bleef de voornaamste Tutsi-strijdmacht, en Rwanda leek te besluiten dat het in zijn belang was om invloed te behouden in de regio Kivu via proxy-troepen, vergelijkbaar met het beleid dat Oeganda eerder had aangenomen.

## RCD-Goma
De Congolese Rally voor Democratie-Goma was een factie van de Congolese Rally voor Democratie, een rebellenbeweging met basis in Goma, Democratische Republiek Congo (DRC) tijdens de Tweede Congolese Burgeroorlog. Na de oorlog gingen sommige leden van de groep door met sporadische gevechten in Noord-Kivu. De beweging deed ook mee aan de reguliere politiek en nam met weinig succes deel aan democratische verkiezingen.

## Andere RCD-facties
- RCD-authentiek (RCD-A)
- RCD-Congo: Fractie van RCD-Goma onder leiding van Kin-Kiey Mulumba [fr] die in juni 2002 werd afgebroken
- RCD-National (RCD-N): door Oegandezen gesteunde rebellengroep onder leiding van Roger Lumbala die zich heeft afgesplitst van de RCD-K/ML en nu verbonden is met de MLC
- RCD-origineel (RCD-O)

## Vredesproces en verkiezingen
De Tweede Congolese Burgeroorlog eindigde in 2003 met een overeenkomst die een overgangsregering in het leven riep die tot verkiezingen zou leiden. Azarias Ruberwa werd een van de vier vice-presidenten en de belangrijkste RCD-factie had 94 van de 500 zetels in de Nationale Vergadering .
Bij de algemene verkiezingen van 2006 werd Ruberwa vierde bij de presidentsverkiezingen, met slechts 1,7% van de stemmen. De RCD behaalde echter 15 zetels in de nieuwe 500 zetels tellende Assembly. Bij de Senaatsverkiezingen van 19 januari 2007 won de partij 7 van de 108 zetels.
Nyamwisi's RCD-K-ML noemde zichzelf de Forces du renouveau .
In 2007 onderzochten Belgische IPIS-onderzoekers militaire structuren en mijnbouwverbindingen in Katanga. Ze ontdekten dat Nyunzu een van de gebieden was die tijdens de twee Congo-oorlogen door de RCD werd bezet. Onder het bestuur van de RCD waren er twee militaire zones in Katanga. De eerste bestond uit Kalemie, Moba en Manono en viel onder de controle van de Kalemie-brigade. Kongolo, Kabalo en Nyunzu vormden de tweede en werden bezet door de Kongolo-brigade. Toen de brigades van Kalemie en Kongolo naar 'brassage' vertrokken, werden de RCD-structuren verlaten en kwamen alle Katangese gebieden onder het bevel van het regionale hoofdkwartier in Lubumbashi.